# Alexandra Almici
Alexandra Almici (12 de julio de 2002) es una deportista de Italia que compite en atletismo. Ganó una medalla de bronce en el Campeonato Mundial de Atletismo Sub-20 de 2021, en la prueba de 4 × 400 m.